# Empis adamsi
Empis adamsi är en tvåvingeart som beskrevs av Smith 1967. Empis adamsi ingår i släktet Empis och familjen dansflugor.
Artens utbredningsområde är Tanzania. Inga underarter finns listade i Catalogue of Life.